# Acte fallit
Un acte fallit és un comportament anòmal del subjecte que deixa entreveure motivacions de l'inconscient que una conducta sense error no permetria de fer evidents. És sempre un esdeveniment involuntari i puntual que pot pertànyer al domini de la parla (lapsus linguae), del gest o de l'acció i que sol ser corregit quan se n'adona la consciència. Per a Freud és una de les vies d'accés a tot el que roman amagat la ment, tal com els somnis. El terapeuta els pot aprofitar per a ajudar el pacient a ser conscient del que té de reprimit i que li pot causar infelicitat.
Comportament anormal d'un subjecte que falla alguns actes (lapsus, oblits, pèrdua d'objectes, etc), que habitualment realitza de manera correcta.

Aquests errors poden ser causats per distracció, cansament o excitació; segons Freud, són manifestacions emmascarades de desigs inconscients.